# Musaraigne de Whitaker
Crocidura whitakeri
Espèce
Statut de conservation UICN

 LC  : Préoccupation mineure
La musaraigne de Whitaker (Crocidura whitakeri) est une espèce de musaraigne endémique du Maghreb.

## Synonymes
Le nom binomial de la musaraigne de Whitaker a été modifié de nombreuses fois, ainsi, les appellations suivantes y font aussi référence :
- Crocidura essaouiranensis (Vesmanis and Vesmanis, 1980)
- Crocidura matruhensis (Setzer, 1960)
- Crocidura mesatanensis (Vesmanis and Vesmanis, 1980)
- Crocidura zaianensis (Vesmanis and Vesmanis, 1980)

## Description
De taille réduite, elle possède une tête relativement volumineuse, des oreilles assez grandes et une queue plutôt longue. La couleur du pelage, court et soyeux, varie du brun au gris sur le dos (le type est « grivelé »), le ventre étant uniformément blanchâtre ; la surface dorsale du pied postérieure est blanche. Le crâne a un profil supérieur rectiligne, le rostre est court et plat. Les dents présentent quelques caractéristiques spécifiques : à la mâchoire supérieure, la troisième unicuspide est plus petite que la seconde, elle est de taille subégale au paracone de la tricuspide (ce dernier est volumineux et coalescent).